# Diecezja Manono
Diecezja Manono – diecezja rzymskokatolicka  w Demokratycznej Republice Konga. Powstała w 1971.

## Biskupi diecezjalni
- Bp Vincent de Paul Kwanga (od 2005)
- Bp Nestor Ngoy (1989– 2000)
- Bp Gérard Ngoy Kabwe (1972– 1989)